# Pachyneuron aciliatum
Pachyneuron aciliatum är en stekelart som beskrevs av Huang och Yin-Xia Liao 1988. Pachyneuron aciliatum ingår i släktet Pachyneuron och familjen puppglanssteklar. Inga underarter finns listade i Catalogue of Life.